# Administrativní dělení Severního Irska

11 distriktů Severního Irska

Severní Irsko se od roku 2015 administrativně člení na 11 distriktů. Mezi roky 1973 a 2015 existovalo 26 distriktů. Stejně jako správní oblasti ve Walesu a ve Skotsku se jedná o tzv. Unitary authority. Mají na starosti např. územní plánování, odpadové plánování a hospodářství, činnost matriky. Do jejich pravomocí nepatří mimo jiné školství, výběr daní, hasičský záchranný sbor, policie.

## Přehled území
| Č.  | Distrikt                             | Rozloha (km²) | Počet obyvatel (rok 2019) | Správní centrum       |
| --- | ------------------------------------ | ------------- | ------------------------- | --------------------- |
| 01. | Belfast                              | 132           | 341 877                   | Belfast               |
| 02. | Ards and North Down                  | 461           | 160 864                   | Bangor                |
| 03. | Antrim and Newtownabbey              | 572           | 142 492                   | Newtownabbey a Antrim |
| 04. | Lisburn and Castlereagh              | 505           | 144 381                   | Lisburn               |
| 05. | Newry, Mourne and Down               | 1633          | 180 012                   | Downpatrick a Newry   |
| 06. | Armagh City, Banbridge and Craigavon | 1337          | 214 090                   | Craigavon             |
| 07. | Mid and East Antrim                  | 1046          | 138 773                   | Ballymena             |
| 08. | Causeway Coast and Glens             | 1980          | 144 246                   | Coleraine             |
| 09. | Mid Ulster                           | 1827          | 147 392                   | Dungannon             |
| 10. | Derry City and Strabane              | 1238          | 150 679                   | Londonderry           |
| 11. | Fermanagh and Omagh                  | 2857          | 116 835                   | Omagh a Enniskillen   |